# Llista de peixos de Wyoming

Localització de Wyoming als Estats Units

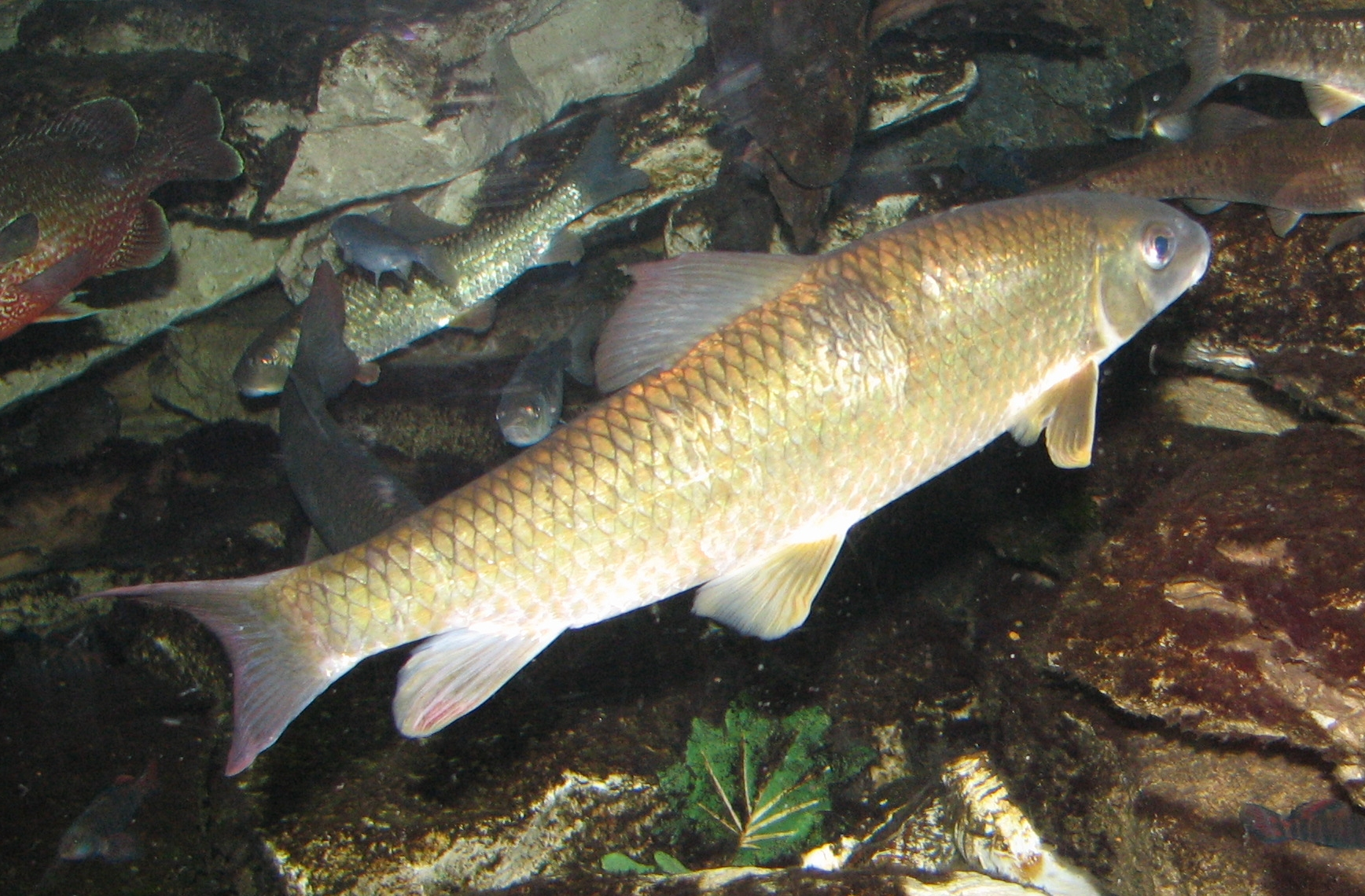
Notemigonus crysoleucas

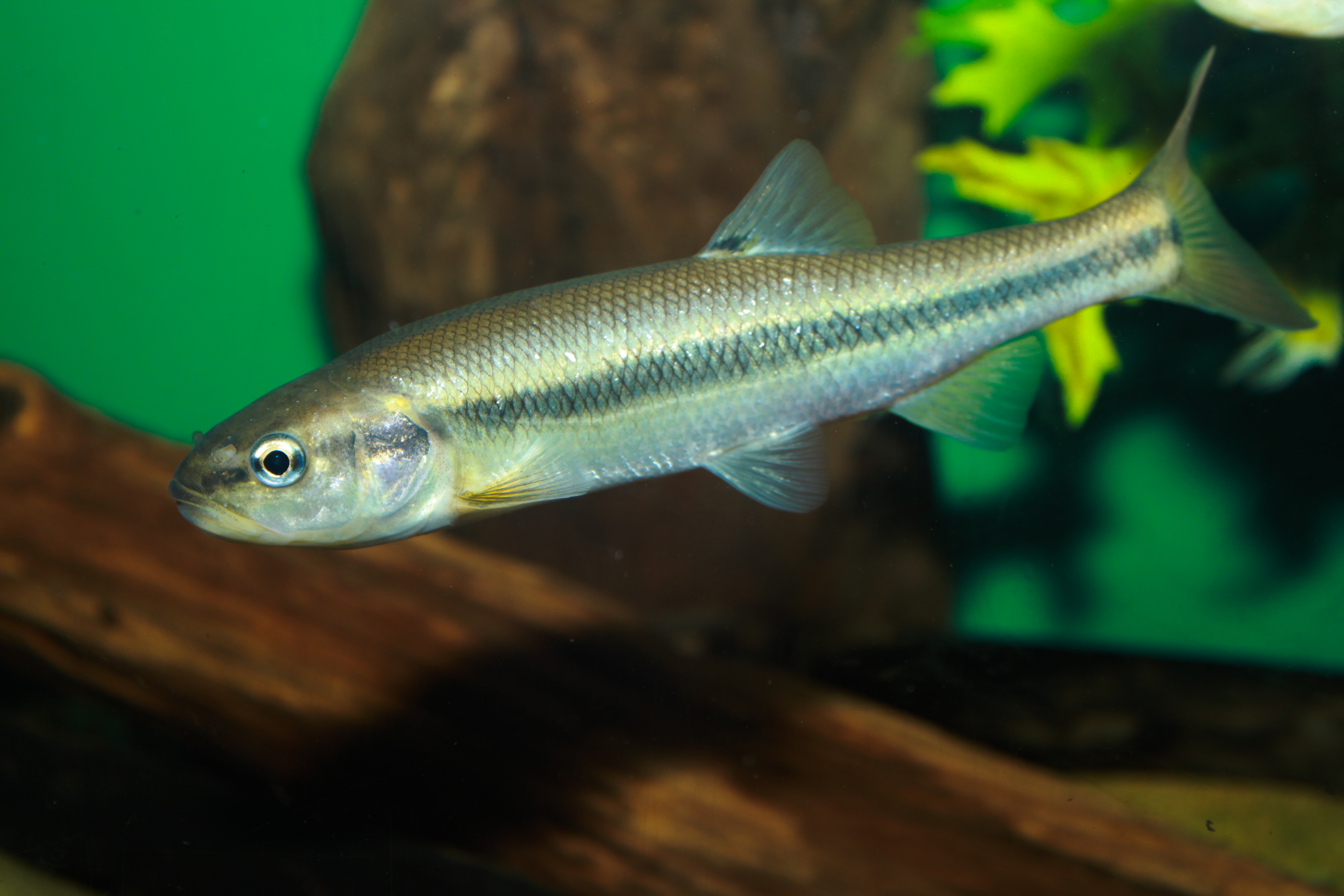
Semotilus atromaculatus

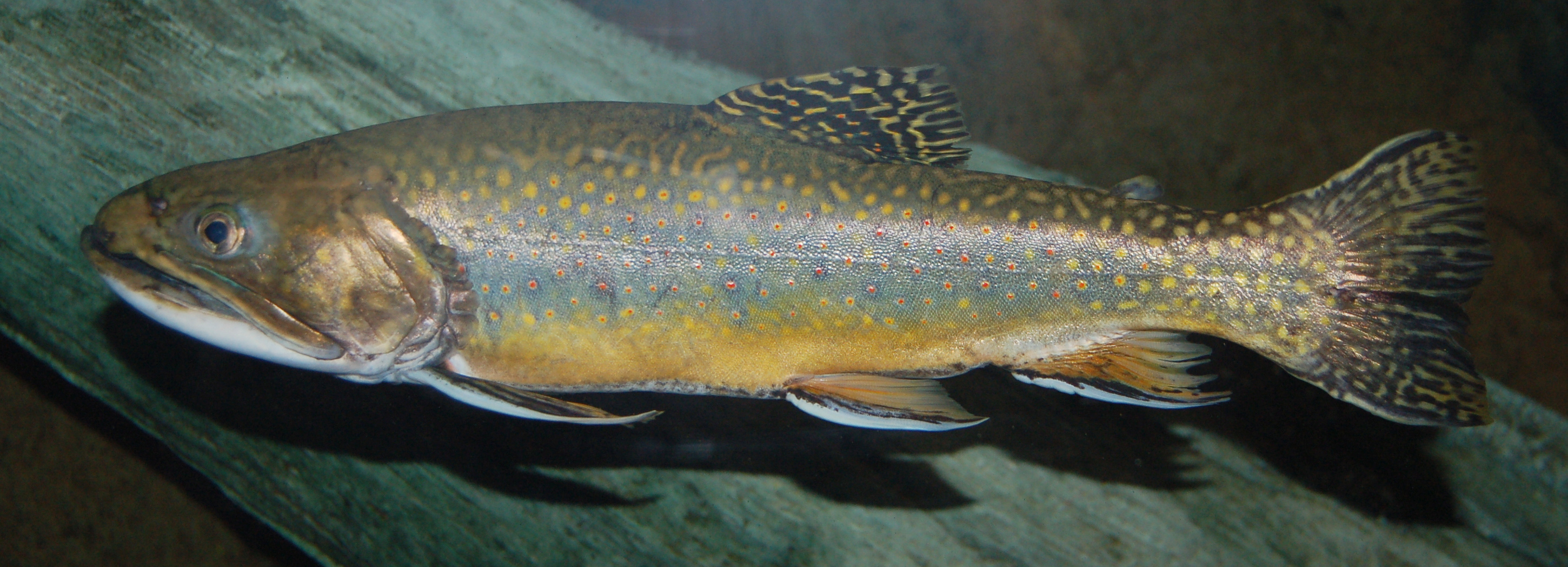
Truita de rierol (Salvelinus fontinalis)

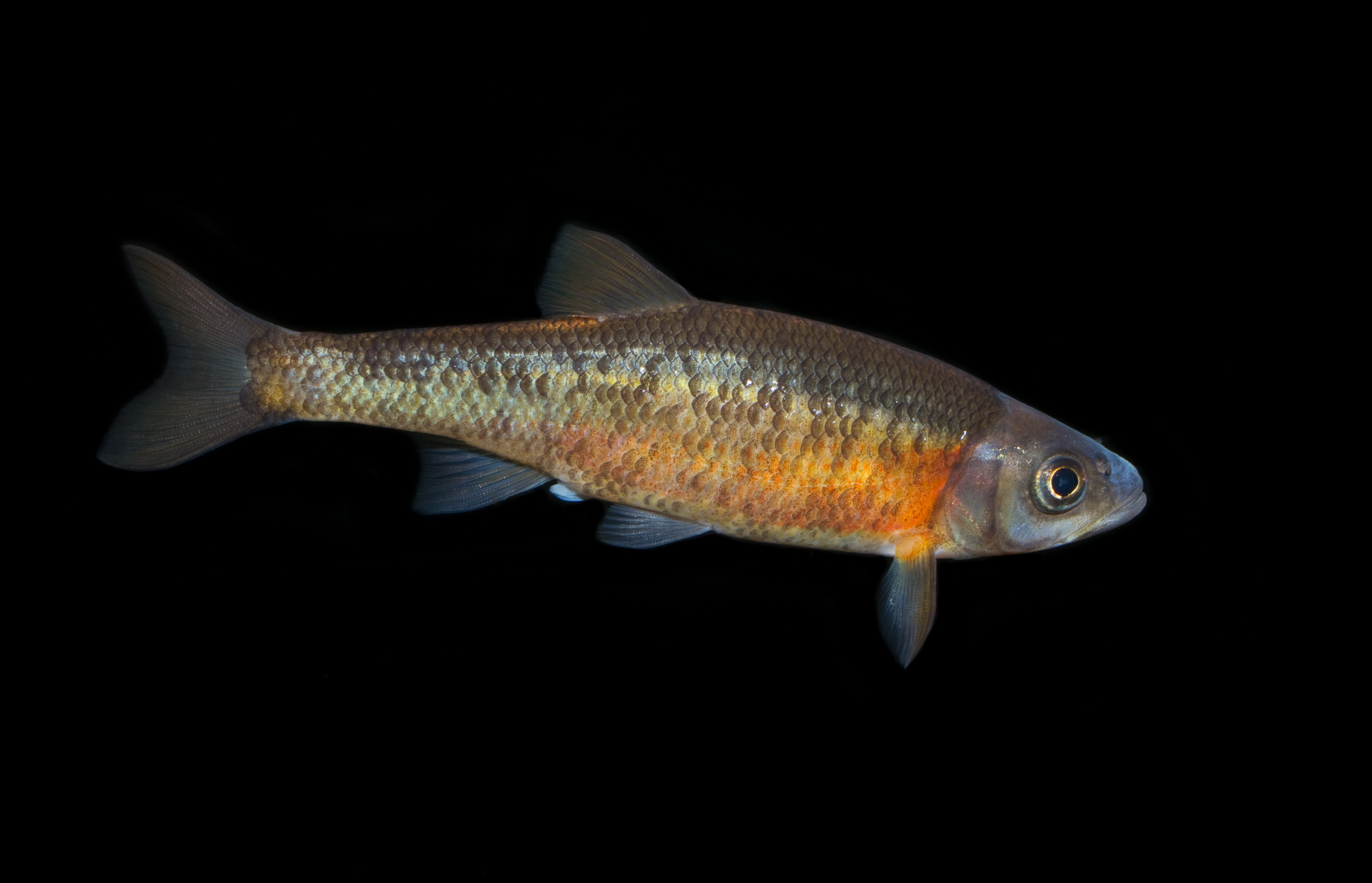
Clinostomus funduloides

Aquesta llista de peixos de Wyoming inclou 38 espècies de peixos que es poden trobar actualment a Wyoming ordenades per l'ordre alfabètic de llurs noms científics.

## C
- Campostoma anomalum
- Catostomus ardens
- Catostomus catostomus
- Catostomus discobolus
- Catostomus latipinnis
- Chrosomus neogaeus[1][2][3][4]
- Clinostomus funduloides
- Cottus beldingii
- Cyprinella lutrensis

## E
- Etheostoma exile[1]
- Etheostoma spectabile[3][1]

## F
- Fundulus sciadicus[5][3][1]
- Fundulus zebrinus

## G
- Gila atraria
- Gila cypha
- Gila elegans
- Gila robusta

## H
- Hiodon alosoides[1]
- Hybognathus argyritis[1]
- Hybognathus hankinsoni[1]

## L
- Lepidomeda copei
- Lepomis gibbosus
- Lota lota[6][7]
- Luxilus cornutus

## M
- Macrhybopsis gelida
- Margariscus margarita[3][8][1]

## N
- Nocomis biguttatus[9][3][1]
- Notemigonus crysoleucas
- Notropis dorsalis
- Notropis stramineus

## P
- Phenacobius mirabilis[3][1]
- Poecilia reticulata
- Prosopium williamsoni[10]
- Ptychocheilus lucius

## R
- Richardsonius balteatus

## S
- Salvelinus fontinalis[11]
- Semotilus atromaculatus

## X
- Xiphophorus maculatus[12]

## Galeria d'imatges

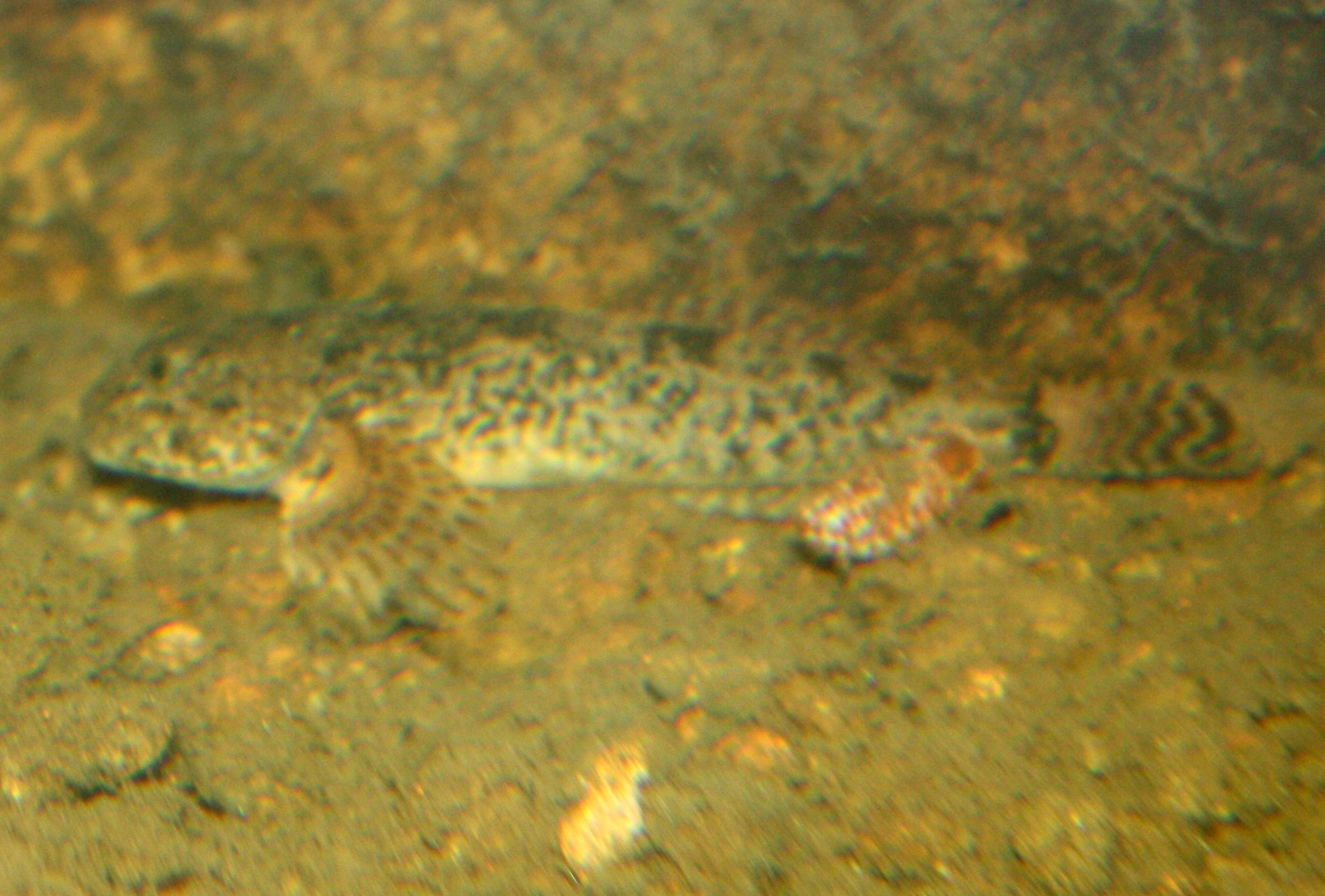
Cottus beldingii
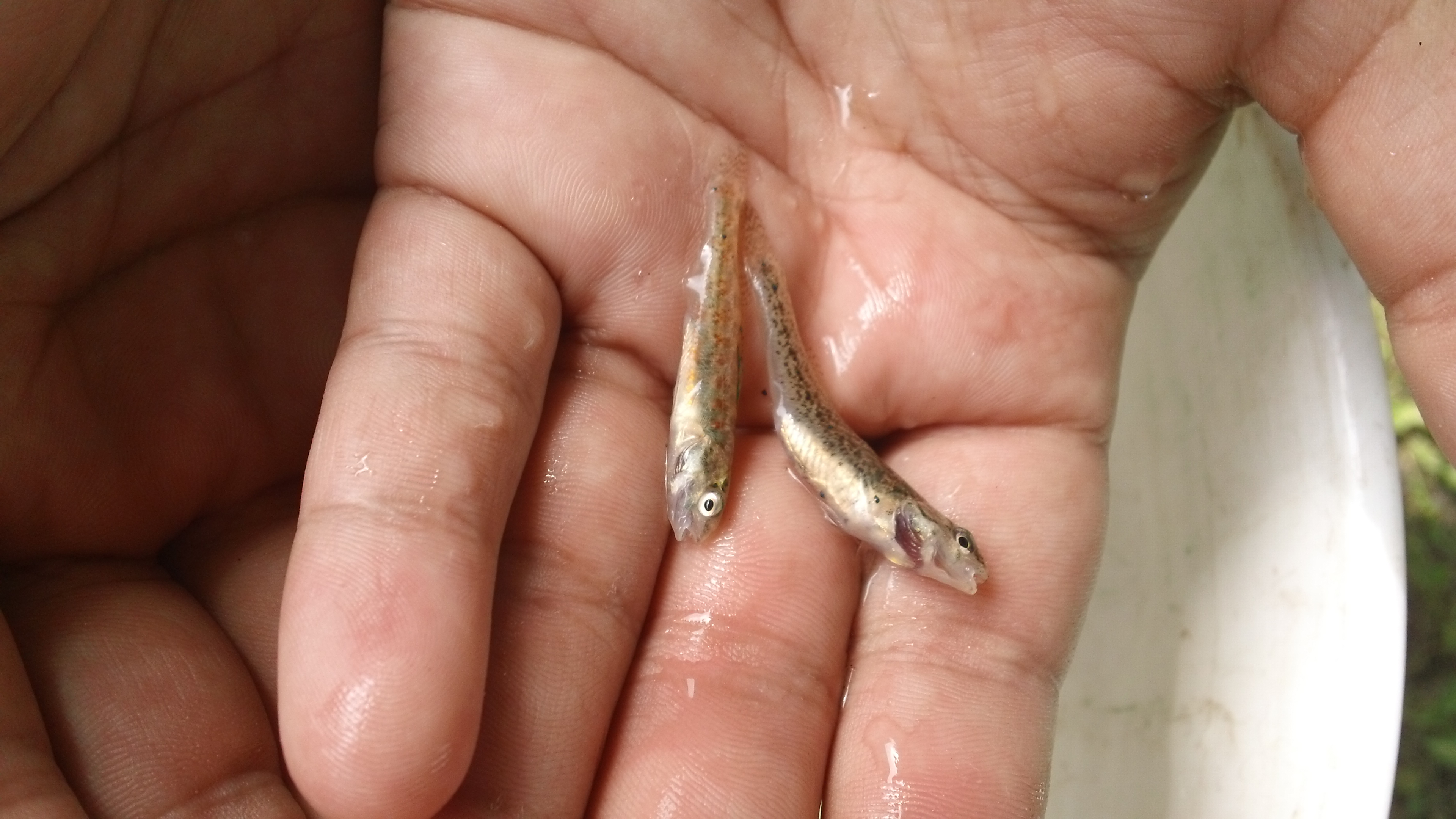
Etheostoma exile
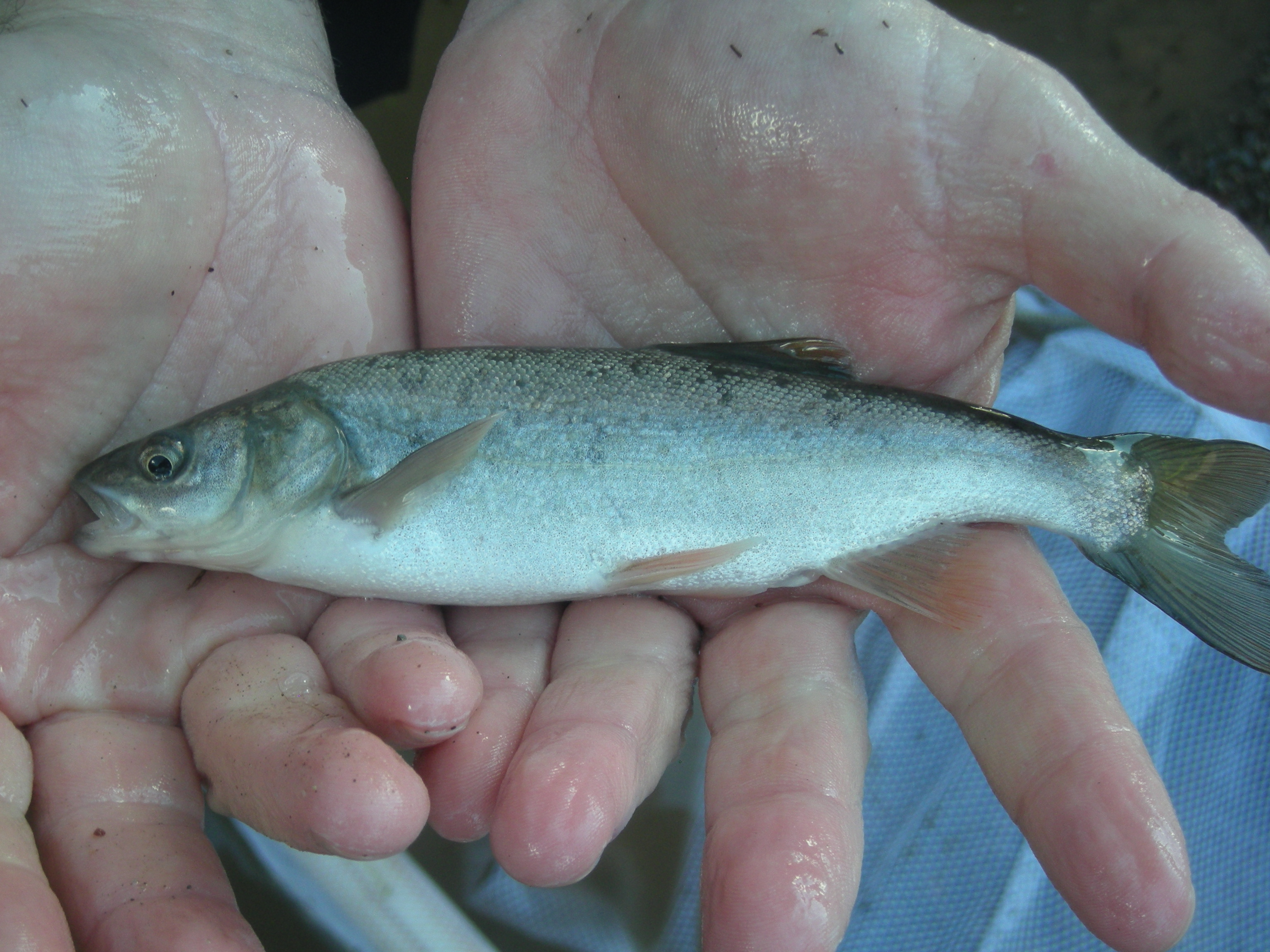
Gila robusta
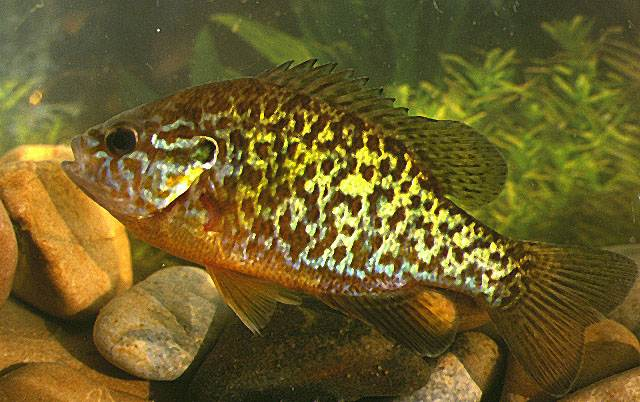
Peix sol (Lepomis gibbosus)
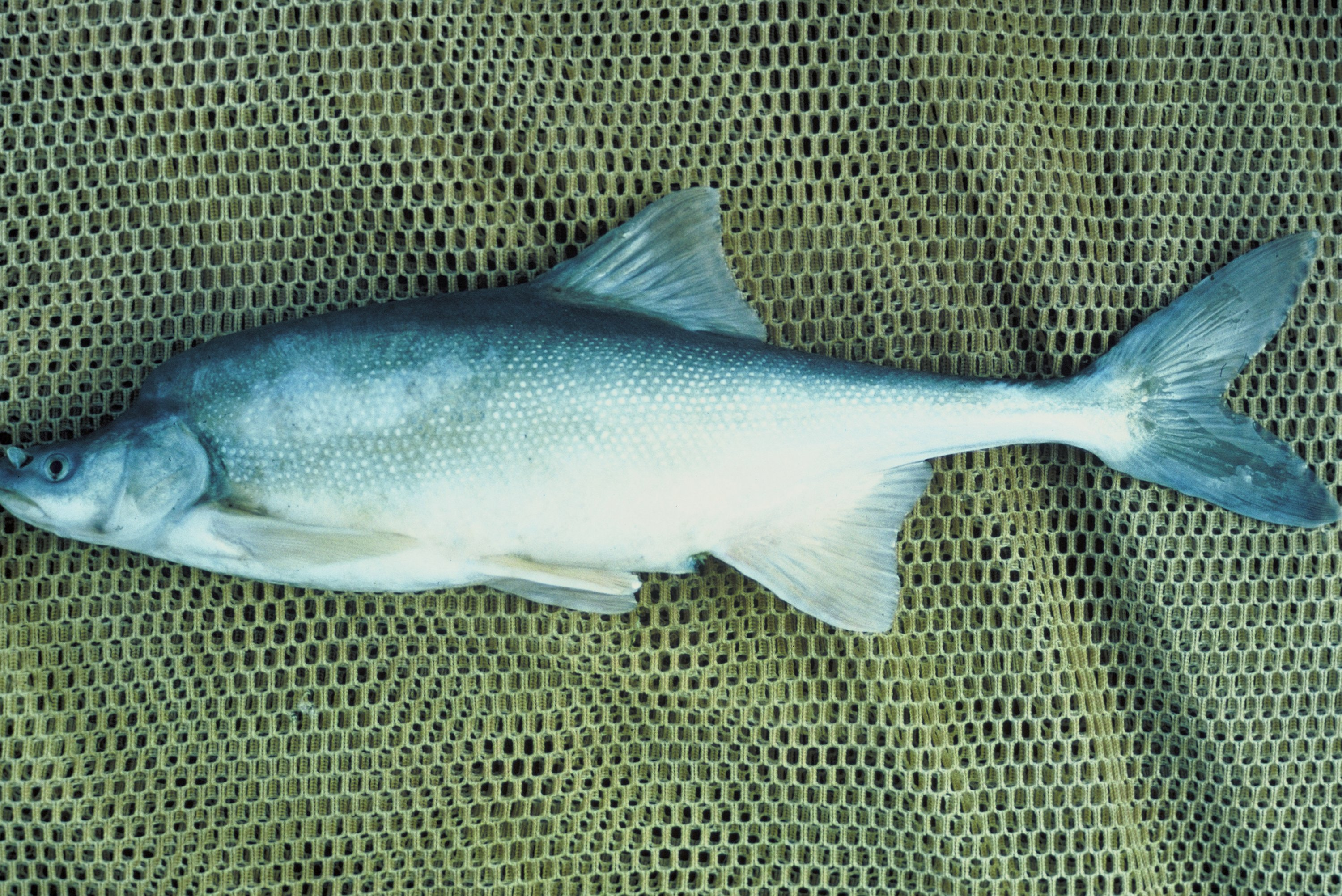
Bagra geperuda (Gila cypha)
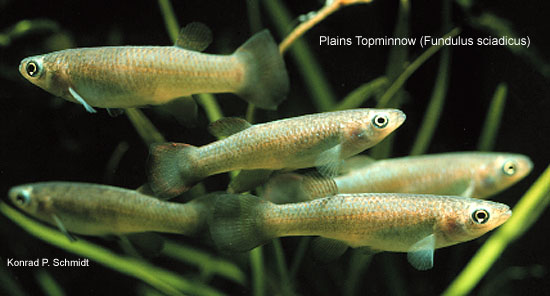
Fundulus sciadicus
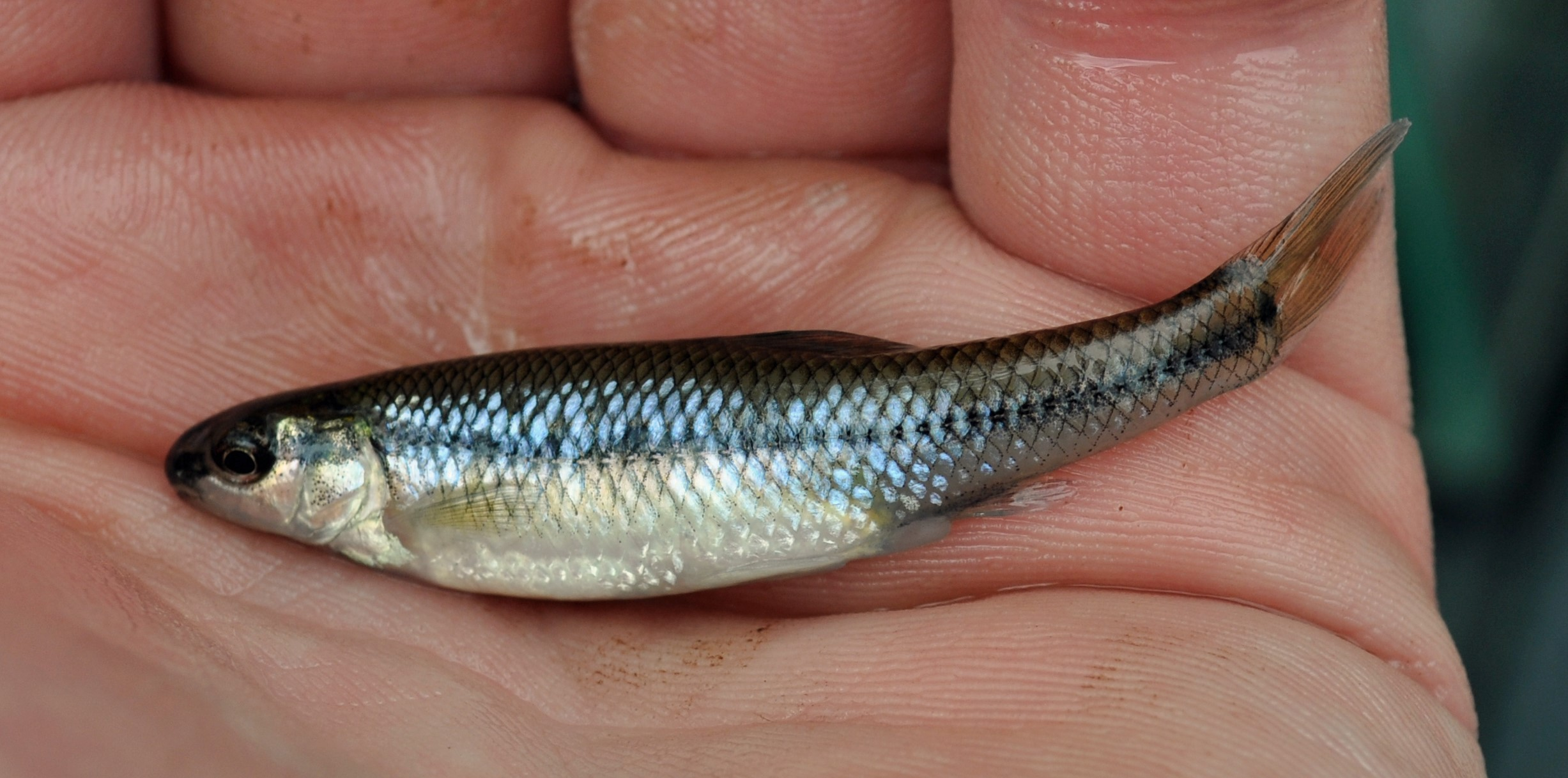
Campostoma anomalum